# 皺紋珊瑚亞綱
皺紋珊瑚亞綱（學名：Rugosa），又稱做四射珊瑚、牛角珊瑚，是珊瑚綱下的一個亞綱。

## 名字
「Rugose」一詞在拉丁文有皺摺的意思，用以表示骨骼表面發育的縱脊和皺紋。
皺紋珊瑚亞綱具有四个主隔板，故名四射珊瑚。

## 外型
珊瑚蟲所分泌的骨骼稱作珊瑚體，其獨居或群居生活的珊瑚蟲骨骼相應分別稱作單體珊瑚體或複體珊瑚體。骨骼具有外壁及各種類型的隔壁、床板、單或複中柱、中軸、泡沫組織等。全部營底棲固著生活。
單體珊瑚外形大致可分為：盤狀、荷葉狀、彎寬錐狀、彎柱狀、曲柱狀、拖鞋狀以及方錐狀等。復體珊瑚的外形基本上可分兩種：個體珊瑚骨骼相連緊密的塊狀，和個體之間留有空隙的叢狀。叢狀復體珊瑚又分為枝狀或笙狀，還有多角狀多邊狀、樹枝狀、互通狀等。這些不同的形狀反映了珊瑚的不同生活習性和不同的生活環境。

## 生長
其中群居生活的每一個珊瑚蟲骨骼叫作珊瑚個體。珊瑚體最外層稱為外壁，常會有發育橫向的較細的生長紋和較粗的生長皺及縱向上的隔壁縱溝和間隔壁脊。其上部的杯狀凹陷為珊瑚軟體棲居的場所，稱作萼部。而在這裡隔壁的意思是將整體的珊瑚再加一層鈣質。
珊瑚體腔內一般會發育出縱向的加厚構造和橫向的床板和鱗板構造。先出現四個原生隔壁，而後在其所隔開的四個區域內，分別連續向外的方向及對內方向出現的加厚，如此循環。在新的一層插入區常中間有一個凹陷，稱為內溝，位於主部的叫做主內溝。橫向的床板結構隨著珊瑚生長的過程中不斷上移而形成，大多是為較為平整的，床板穿過的軸部空間稱作床板帶。有些類型圍繞床板帶所發育下斜的鱗板，所佔據的區域稱作鱗板帶。軸部會和橫向組織和縱向組織形成複雜的軸部構造。

## 分類
- 皺紋珊瑚亞綱 Rugosa
  - †異珊瑚目 Heterocorallia
  - †羽珊瑚目 Pterocorallia
  - †十字珊瑚目 Stauriida
  - †立體角珊瑚目 Stereolasmatina
  - †地位未定 incertae sedis
    - †古環珊瑚科 Paleocyclidae Dybowski
      - †奧夫珊瑚屬 Omphyma Rafinesque & Clifford, 1820

## 資料來源
1. ↑  .   [2023-08-15]. （原始内容存档于2022-12-07）.
2. ↑  . thiendia.biz.   [2023-09-18]. （原始内容存档于2023-06-03）.
3. ↑  . www.baike.com.   [2023-08-16].
4. ↑  . www.zgbk.com.   [2023-08-16].
5. ↑  . www.baike.com.   [2023-08-16].
6. ↑  . www.zgbk.com.   [2023-08-16]. （原始内容存档于2023-08-15）.
7. ↑  . www.zgbk.com.   [2023-08-15]. （原始内容存档于2023-08-15）.